# Zohra Ayachi
Pour les articles homonymes, voir Ayachi.
Zohra Ayachi est une footballeuse française née le 2 septembre 1988 à Montpellier et évoluant à FF Nîmes Métropole Gard.

## Biographie
À 15 ans, elle débute au sein du club héraultais, évoluant pendant deux ans avec l'équipe bis en troisième division, avant de partir pour le CNFE Clairefontaine jusqu'en 2007. De retour à Montpellier, elle joue cette fois-ci en équipe première. La saison 2008-2009 lui offre son premier trophée (Challenge de France), mais annonce également son retour occasionnel au sein de l'équipe B.
Elle rejoint dès lors le Paris Saint-Germain.
En 2014, elle rejoint en Ligue 2 le Nîmes Métropole. Auteur d'une saison étonnante, Nîmes accède à la montée en Ligue 1 en 2015. 

## Palmarès
Montpellier
- Vainqueur du Challenge de France en 2009.
- Vice-championne de France en 2009.

 Paris Saint-Germain
- Vainqueur du Challenge de France en 2010.
- Vice-championne de France en 2011.